# Фоліація

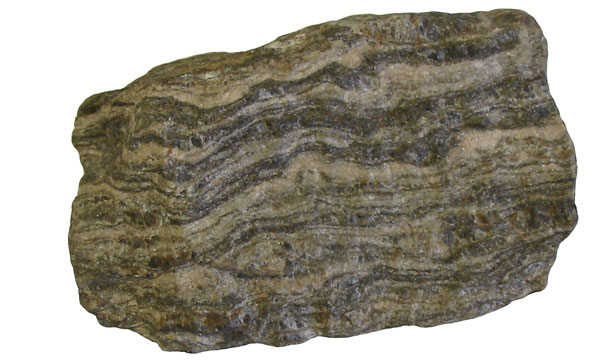
Фоліація гнейсу.

Фоліація (від лат. folium — лист) — термін, що має не одне значення.
У книжковій справі означає нумерацію листа. Не завжди співпадає з пагінацією.
Фоліація (рос. фолиация, разлистование, англ. foliation, нім. Foliation f) — процес, що призводить до роздавлювання (розлистування, розділення) мінералів з досконалою спайністю на окремі листочки й лусочки. Син.: розлистування.